# The Ruggles
The Ruggles est une sitcom américaine en trois saisons de 25 minutes diffusée entre le 3 novembre 1949 et le 19 juin 1952 sur le réseau ABC. Les épisodes, qui étaient joués en direct, présentent des scènes domestiques des Ruggles avec leurs quatre enfants.

## Distribution
- Charles Ruggles : Charlie Ruggles
- Irene Tedrow : Margaret Ruggles (première saison)
- Erin O'Brien-Moore : Margaret Ruggles (saisons suivantes)
- Tom Bernard : Chuck Ruggles
- Margaret Kerry : Sharon Ruggles
- Judy Nugent : Donna Ruggles
- Jimmy Hawkins (en) : Donald Ruggles

## Commentaires
- La série était produite dans les studios de KECA-TV (maintenant KABC-TV) à Los Angeles.
- Seulement quelques épisodes ont été enregistrés sur kinéscope, dont un épisode de noël 1949.